# 尼古拉·普宁
尼古拉·尼古拉耶維奇·普宁（羅馬化：Nikolay Nikolayevich Punin；1888年11月28日［儒略曆12月11日］ – 1953年8月21日），俄罗斯艺术学者和作家。他编辑了几本杂志，如 《伊佐布拉齐特尔诺耶·伊斯库斯特沃》等杂志, 也是俄羅斯博物館肖像部的联合创始人。普宁是诗人安娜·阿赫玛托娃的终身朋友和伴侣，她以写作诗歌《安魂曲》而闻名。

## 生平

### 早年
尼古拉·普宁出生于芬兰大公国赫尔辛基，父亲是驻扎在当地的俄国军队的军医。尼古拉的弟弟列昂尼德·普宁后来成为白军司令。普宁年轻时搬家到圣彼得堡，就读于古典文理学校，在那里初次见到年轻的学生安娜·阿赫玛托娃。从1907年到1914年，普宁就读于圣彼得堡大学，在德米特里·艾纳洛夫教授的带领下学习艺术史。1914年毕业后，作为艺术史学者，开始了艺术评论家和编辑的生涯。普宁参与了阿克梅派、建构主义、形式主义及其他艺术与文化活动，最终成为俄罗斯艺术界的关键人物之一。1917年，普宁与医生安娜·阿伦斯结婚。他们有一个女儿，伊琳娜。

### 斯大林时期

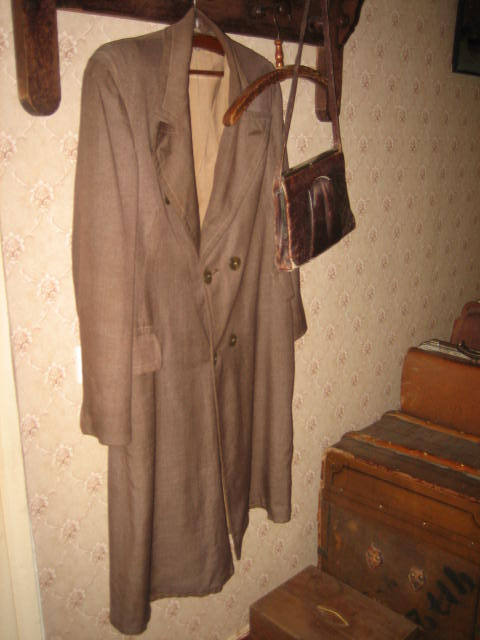
普宁被捕后，安娜·阿赫玛托娃在住处保留了一件他的衣服作为留念。现在仍在安娜·阿赫玛托娃文学纪念博物馆

1949年，普宁因被指控从事反苏活动而被捕，因为他说成千上万的列宁肖像画是无味的。苏联政府在俄罗斯北部沃库塔的古拉格集中营对普宁进行监禁。这一次，没有人能帮助普宁，因为列宁格勒的知识分子精英被列宁格勒事件所摧毁。大多数可以帮助的知识分子，都被监禁，杀害，流放，或因恐惧斯大林的攻击而沉默。
尼古拉·普宁的一个秘密档案被创建，有无数人指责他从事反苏活动。大多数指控是由前苏联克格勃列宁格勒办事处的各个特工捏造的，例如普鲁萨科夫中尉指责列宁格勒大学和艺术学院前教授普宁反苏宣传。普宁关于欧洲艺术家的通俗演讲，如伦勃朗和印象派，都被共产党人视为他反苏活动的证据。
1953年，就在斯大林死后几个月，尼古拉·普宁在沃库塔的古拉格集中营去世。他在严寒和饥饿的艰苦条件下度过了生命的最后四年，在一个老兵营里挤满了200名囚犯，只有一个灯泡照亮。

### 遗产
普宁被称为艺术收藏的救世主，因为他保护了许多西方艺术家的珍贵画作，这些画作被共产政权宣传称为"腐朽的资产阶级艺术"。这样做，普宁冒着许多风险。作为冬宫博物馆和俄罗斯博物馆馆长，普宁保存了许多重要的艺术杰作，使其免遭革命暴徒和受教育程度低的共产主义者的破坏。他因在苏联博物馆保护西方艺术的努力而遭到苏联共产党的严厉抨击。他作为俄罗斯艺术史上的重要人物，被艺术家和知识分子尊为重要人物。
普宁也是一位杰出的讲师，他的讲座在苏联学术界思想开放的成员，以及他的众多学生中，非常受欢迎。普宁的艺术散文和回忆录以英文和俄文出版2012年6月，艺术史学家纳塔利娅·默里撰写的第一本普宁传记《俄罗斯前卫的无名英雄，尼古拉·普宁的生平与时代》（The Unsung Hero of the Russian Avant-Garde. The Life and Times of Nikolay Punin）由布里尔出版。